# Agapanthiola leucaspis
Agapanthiola leucaspis är en skalbaggsart som först beskrevs av Christian von Steven 1817.  Agapanthiola leucaspis ingår i släktet Agapanthiola och familjen långhorningar.
Artens utbredningsområde är:
- Kazakstan.
- Ukraina.

Inga underarter finns listade i Catalogue of Life.